# Martín Gramática
Martín Gramática (Buenos Aires, Argentina, 27 de noviembre de 1975) es un entrenador de fútbol indoor y es exjugador de fútbol americano argentino que jugó en la NFL, siendo el segundo argentino y  tercer sudamericano que juega en esa liga, mucho después que lo hiciera el argentino Bob Breitenstein en los años 60´s y el paraguayo Benny Ricardo en los 70. Su posición era la de pateador (kicker o placekicker) y jugó para los Tampa Bay Buccaneers, Indianapolis Colts, Dallas Cowboys, New England Patriots y los New Orleans Saints. Es el hermano mayor del expateador de los Arizona Cardinals y Miami Dolphins, Bill Gramática.
En 2003 ganó el Super Bowl con los Tampa Bay Buccaneers, anotando 12 puntos (2 goles de campo y 6 puntos extra).

## Biografía
Martín Gramática nació el 27 de noviembre de 1975 en Buenos Aires, Argentina. A los ocho años, se mudó con su familia a los Estados Unidos. La familia se estableció en LaBelle, Florida, al este de Fort Myers. Solo estaba interesado en jugar fútbol en la escuela secundaria LaBelle, pero su precisión al patear atrajo la atención del entrenador de fútbol americano de la escuela. Invitó a Gramática a probar como el pateador del equipo.

## Carrera en el fútbol americano

### Instituto
Gramática comenzó a jugar al fútbol durante su último año. Como pateador de LaBelle High School, marcó 8 de 10 goles de campo, 22 puntos después de touchdowns, y envió 38 de 49 patadas desde la zona de anotación para touchbacks. Su gol de campo más largo en la escuela secundaria fue de 52 yardas.

### Universidad
Gramática jugó con los Kansas State Wildcats desde 1994 hasta 1998. Durante sus cuatro temporadas universitarias, hizo 54 de 70 goles de campo y 187 de 192 intentos de puntos después del touchdown, obteniendo un récord escolar de 349 puntos en cuatro temporadas. Estableció el récord escolar de una temporada con 135 puntos y el gol de campo más largo pateado desde 65 yardas. Esos logros le valieron el sobrenombre de Automática porque cada vez que intentaba un gol de campo, se daba por sentado que sería bueno.
En la temporada de 1996, Gramática no jugó esa temporada. Gramática fue una elección del primer equipo de All-America por Associated Press tanto en su tercer y último año y recibió el Premio Lou Groza en 1997, que se otorga para el mejor pateador del fútbol americano colegial. Cabe destacar que convirtió los tres goles de campo de más de 50 yardas en su tercer año, y como sénior pateó un fenomenal gol de campo de 65 yardas contra la Northern Illinois University: el gol de campo más largo en la historia de la universidad y el fútbol profesional sin usar un tee. Recibió su licenciatura en ciencias sociales de Kansas State en mayo de 1999. Gramática era conocido por sus saltos característicos en la celebración después de cada gol de campo exitoso. Sin embargo, detuvo esto después de que su hermano Bill Gramática rompió su ACL mientras jugaba para los Arizona Cardinals y celebraba de manera similar después de patear un gol de campo.
Gramática es miembro del Anillo de Honor de Fútbol Americano de la Universidad Estatal de Kansas, del Salón de la Fama de la Universidad Estatal de Kansas y del Salón de la Fama de los Deportes del Estado de Kansas.
En la temporada de 1994 ocupó el octavo puesto en puntos anotados de la extinta conferencia Big 8, el número 3 de puntos extras intentados y anotados respectivamente y el séptimo en goles de campos intentados y anotados.
En la temporada de 1995 ocupó el puesto octavo nuevamente en puntos anotados de la conferencia Big 8, el segundo puesto en puntos extras intentados del Big 8 y noveno de la NCAA, el tercer puesto en puntos extras convertidos de la conferencia Big 8 y décimo de la NCAA y el octavo en goles de campo convertidos e intentados.
En la temporada de 1997 ocupó el sexto puesto en puntos anotados de la ya actual Big 12, el cuarto puesto en puntos extras anotados e intentados, el cuarto puesto en goles de campos intentados, el primer puesto en goles de campos convertidos del Big 12 y el cuarto de la NCAA, además de tener el mejor porcentaje de conversión de goles de campos tanto en el Big 12 como en la NCAA.
En la temporada de 1998 ocupó el segundo puesto en puntos anotados en el Big 12 y el tercero de la NCAA, el primer puesto en puntos extras intentados y anotados del Big 12 y el segundo de la NCAA, el primer puesto de goles de campos anotados e intendados del Big 12 y el tercero de la NCAA.

#### Estadísticas[3]
| Año                  | Equipo                | Juegos | Goles De Campo | Goles De Campo | Goles De Campo | Puntos Extras | Puntos Extras | Puntos Extras |
| Año                  | Equipo                | Juegos | GCC            | GCI            | Pct            | PEC           | PEI           | Pct           |
| -------------------- | --------------------- | ------ | -------------- | -------------- | -------------- | ------------- | ------------- | ------------- |
| 1994                 | Kansas State Wildcats | 11     | 6              | 9              | 66,7%          | 38            | 39            | 97,4%         |
| 1995                 | Kansas State Wildcats | 11     | 7              | 10             | 70%            | 43            | 46            | 93,5%         |
| 1997                 | Kansas State Wildcats | 11     | 19             | 20             | 95%            | 37            | 38            | 97,4%         |
| 1998                 | Kansas State Wildcats | 12     | 22             | 31             | 71%            | 69            | 69            | 100%          |
| Total (4 temporadas) | Total (4 temporadas)  | 45     | 54             | 70             | 77,1%          | 187           | 192           | 97,4%         |

### NFL

#### Tampa Bay Buccaneers
Gramática fue seleccionado en la tercera ronda del Draft de la NFL de 1999 por los Tampa Bay Buccaneers con la selección general número 80 y jugó allí durante cinco temporadas. En 1999 logró posicionarse como el octavo kicker con más goles de campo convertidos y el décimo en porcentaje de goles de campo convertidos de la NFL. 
En el año 2000 logró ocupar el cuarto puesto en puntos anotados, el sexto en puntos extras anotados e intentados y el quinto en goles de campo convertidos e intentados en la NFL. Gramática fue el titular del equipo NFC Pro Bowl en 2001 como recompensa por su excelente temporada en el año 2000.  
En 2003, ganó el Super Bowl XXXVII con Tampa Bay, anotando 12 puntos en ese juego y convirtiéndose en el primer argentino-estadounidense en la historia en hacerlo. Gramática ganó popularidad que le permitió firmar contratos exclusivos para hacer campañas publicitarias para diversas empresas.  El contrato de $ 14,500,000 firmado con los Buccaneers en 2002 clasificó a Gramática entre los deportistas argentinos mejor pagados después de los futbolistas Hernán Crespo, Juan Sebastián Verón y Gabriel Batistuta. En esa temporada logró ocupar el quinto puesto en puntos anotados, el primero en goles de campo anotados, el segundo en goles de campo intentados y el décimo con mejor porcentaje de goles de campo anotados. 
En la temporada 2003, Gramática tuvo una notable caída en la precisión con goles de campo de 40 yardas o más, una tendencia que continuó en 2004  hasta que finalmente fue liberado por los Buccaneers.

#### Indianapolis Colts
Gramática firmó con los Indianapolis Colts en diciembre de 2004 como especialista en kickoffs.  Más tarde, Gramática reveló en una entrevista en septiembre de 2005 con The News-Press de Fort Myers que creía que la razón de sus problemas era debido a los músculos rotos en su aductor inferior y abdomen inferior, que había reparado quirúrgicamente durante la temporada baja. Sin embargo, su rehabilitación no se completó hasta después de que comenzó la temporada, y estuvo fuera del fútbol durante toda la temporada 2005.
El 6 de abril de 2006, los New England Patriots firmaron a Gramática como reemplazo del veterano Adam Vinatieri, quien firmó con los Indianapolis Colts. Gramática compitió con el recluta de cuarta ronda Stephen Gostkowski por el puesto; el 23 de agosto, los Patriots liberaron Gramática después de que Gostkowski ganó el puesto.
El 22 de septiembre, Gramática regresó a los Colts como suplente de Vinatieri  y fue liberado el 4 de octubre, pero volvió a firmar cuatro días después, y nuevamente fue liberado posteriormente.

#### Dallas Cowboys
Gramática firmó con los Dallas Cowboys el 27 de noviembre de 2006 cuando liberaron al veterano Mike Vanderjagt.
El 3 de diciembre, en su debut con los Cowboys, Gramática pateó el gol de campo de 46 yardas que ganó el juego contra los New York Giants. 
Antes del comienzo de la temporada 2007, Gramática firmó una extensión de dos años con los Cowboys. Después de ser colocado en la reserva de lesionados para la temporada 2007 el 2 de septiembre de 2007,  fue liberado por el equipo el 25 de septiembre.

#### New Orleans Saints
El 12 de diciembre de 2007, Gramática firmó con los New Orleans Saints después de que el pateador Olindo Mare resultó lesionado. Poco después de regresar al juego, el 23 de diciembre, igualó su último gol personal de campo largo de 55 yardas justo antes del medio tiempo en un juego crucial contra los Philadelphia Eagles. 
En la pretemporada de 2008, Gramática fue desafiado por el recluta de sexta ronda Taylor Mehlhaff para el trabajo de patear el lugar del equipo. Gramática retuvo el trabajo ya que los Saints renunciaron a Mehlhaff el 30 de agosto durante los cortes finales de la lista. Gramática fue perfecto en los goles de campo con los Saints hasta el 21 de septiembre de 2008, cuando perdió dos goles de campo críticos en una derrota ante los Denver Broncos. El 6 de octubre, tuvo un gol de campo bloqueado que fue devuelto para un touchdown y un gol de campo fallido de 46 yardas justo antes de la advertencia de dos minutos en una derrota ante los Minnesota Vikings. Solo dos días después del partido contra Minnesota, Gramática fue colocado en la reserva de lesionados.  El equipo volvió a firmar a Mehlhaff como reemplazo. Gramática fue liberado a finales de año. No firmó con ningún otro equipo después de su liberación de los Saints.

## Estadísticas

### Temporada regular
| Año                   | Equipos               | Juegos | Goles De Campo | Goles De Campo | Goles De Campo | Goles De Campo | Goles De Campo | Goles De Campo | Goles De Campo | Goles De Campo | Goles De Campo | Goles De Campo | Goles De Campo | Goles De Campo | Goles De Campo | Goles De Campo | Puntos Extras | Puntos Extras | Puntos Extras | Kickoffs | Kickoffs | Kickoffs | Kickoffs | Kickoffs |
| Año                   | Equipos               | Juegos | 0-19           | 0-19           | 20-29          | 20-29          | 30-39          | 30-39          | 40-49          | 40-49          | 50+            | 50+            | Total          | Total          | Lg             | Pct            | PEI           | PEC           | Pct           | KO       | KOY      | TB       | TB%      | KOAVG    |
| Año                   | Equipos               | Juegos | GCI            | GCC            | GCI            | GCC            | GCI            | GCC            | GCI            | GCC            | GCI            | GCC            | GCI            | GCC            | Lg             | Pct            | PEI           | PEC           | Pct           | KO       | KOY      | TB       | TB%      | KOAVG    |
| --------------------- | --------------------- | ------ | -------------- | -------------- | -------------- | -------------- | -------------- | -------------- | -------------- | -------------- | -------------- | -------------- | -------------- | -------------- | -------------- | -------------- | ------------- | ------------- | ------------- | -------- | -------- | -------- | -------- | -------- |
| 1999                  | TAM                   | 16     | 0              | 0              | 8              | 8              | 12             | 10             | 8              | 6              | 4              | 3              | 32             | 27             | 53             | 84,4%          | 25            | 25            | 100%          | 65       | 3969     | 6        | 9,2%     | 61,1%    |
| 2000                  | TAM                   | 16     | 0              | 0              | 8              | 8              | 10             | 8              | 9              | 7              | 7              | 5              | 34             | 28             | 55             | 82,4%          | 42            | 42            | 100%          | 87       | 5633     | 11       | 12,6%    | 64,7%    |
| 2001                  | TAM                   | 14     | 0              | 0              | 10             | 9              | 9              | 9              | 7              | 5              | 3              | 0              | 29             | 23             | 49             | 79,3%          | 28            | 28            | 100%          | 65       | 4102     | 10       | 15,4%    | 63,1%    |
| 2002                  | TAM                   | 16     | 0              | 0              | 8              | 7              | 15             | 14             | 10             | 6              | 6              | 5              | 39             | 32             | 53             | 82,1%          | 32            | 32            | 100%          | 81       | 5136     | 5        | 6,2%     | 63,4%    |
| 2003                  | TAM                   | 16     | 0              | 0              | 9              | 9              | 6              | 3              | 8              | 3              | 3              | 1              | 26             | 16             | 50             | 61,5%          | 34            | 33            | 97,1%         | 67       | 4098     | 5        | 7,5%     | 61,2%    |
| 2004                  | TAM/ IND              | 4/11   | 0              | 0              | 7              | 6              | 6              | 3              | 5              | 1              | 1              | 1              | 19             | 11             | 53             | 57,9%          | 22            | 21            | 95,5%         | 46       | 2854     | 6        | 13%      | 62%      |
| 2006                  | IND/DAL               | 3/5    | 0              | 0              | 2              | 2              | 2              | 2              | 5              | 3              | 0              | 0              | 9              | 7              | 48             | 77,8%          | 23            | 23            | 100%          | 38       | 2360     | 1        | 2,6%     | 62,1%    |
| 2007                  | NOR                   | 3      | 0              | 0              | 0              | 0              | 2              | 2              | 2              | 2              | 1              | 1              | 5              | 5              | 55             | 100%           | 8             | 8             | 100%          | 15       | 834      | 1        | 6,7%     | 55,6%    |
| 2008                  | NOR                   | 5      | 0              | 0              | 0              | 0              | 3              | 3              | 5              | 2              | 2              | 1              | 10             | 6              | 53             | 60%            | 16            | 16            | 100%          | 15       | 998      | 4        | 26,7%    | 66,5%    |
| Total (11 temporadas) | Total (11 temporadas) | 109    | 0              | 0              | 52             | 49             | 65             | 54             | 59             | 35             | 27             | 17             | 203            | 155            | 55             | 76,4%          | 230           | 228           | 99,1%         | 479      | 29984    | 49       | 10,2%    | 62,6%    |

### Playoffs
| Año                   | Equipo                | Juegos | Goles de Campo | Goles de Campo | Goles de Campo | Punto Extras | Punto Extras | Punto Extras |
| Año                   | Equipo                | Juegos | GCI            | GCC            | Pct            | PEI          | PEC          | Pct          |
| --------------------- | --------------------- | ------ | -------------- | -------------- | -------------- | ------------ | ------------ | ------------ |
| 1999                  | TAM                   | 2      | 2              | 2              | 100%           | 2            | 2            | 100%         |
| 2000                  | TAM                   | 1      | 1              | 1              | 100%           | 0            | 0            | 0%           |
| 2001                  | TAM                   | 1      | 3              | 3              | 100%           | 0            | 0            | 0%           |
| 2002                  | TAM                   | 3      | 6              | 5              | 83,3%          | 13           | 13           | 100%         |
| 2006                  | DAL                   | 1      | 2              | 2              | 100%           | 2            | 2            | 100%         |
| Total (5 apariciones) | Total (5 apariciones) | 8      | 14             | 13             | 92,8%          | 17           | 17           | 100%         |

## Carrera en el fútbol indoor
Gramática fue contratado como entrenador del equipo de fútbol indoor Tampa Bay Strikers de la National Indoor Soccer League (NISL) en julio de 2022. Dirigió tanto al equipo masculino como al femenino del club durante una temporada, antes de dejar su cargo en 2023.

## Títulos y reconocimientos Ampliados
- Super Bowl XXXVII
- 1 selección al Pro Bowl (2000)
- Premio Lou Groza (1997)
- Segundo Selección All-Pro (2000)
- 2 selecciones al primer equipo All-America (1997, 1998)
- 2 selecciones al primer equipo All-Big 12 (1997, 1998)
- Salón de la Fama de la Universidad Estatal de Kansas (2016)
- Salón de la Fama de los Deportes del Estado de Kansas (2013)
- Anillo de Honor de Fútbol Americano de la Universidad Estatal de Kansas (2008)
- 3 veces Mejor Jugador del Mes de Equipos Especiales de la NFC (noviembre de 1999, octubre de 2000, diciembre de 2002)
- 5 veces Mejor Jugador de la Semana de Equipos Especiales de la NFC (Semana 11 de 1999, Semana 15 del 2000, Semana 12 del 2001, Semana 8 del 2002, Semana 17 del 2002)[7][7][8][9]